# Glykämischer Index

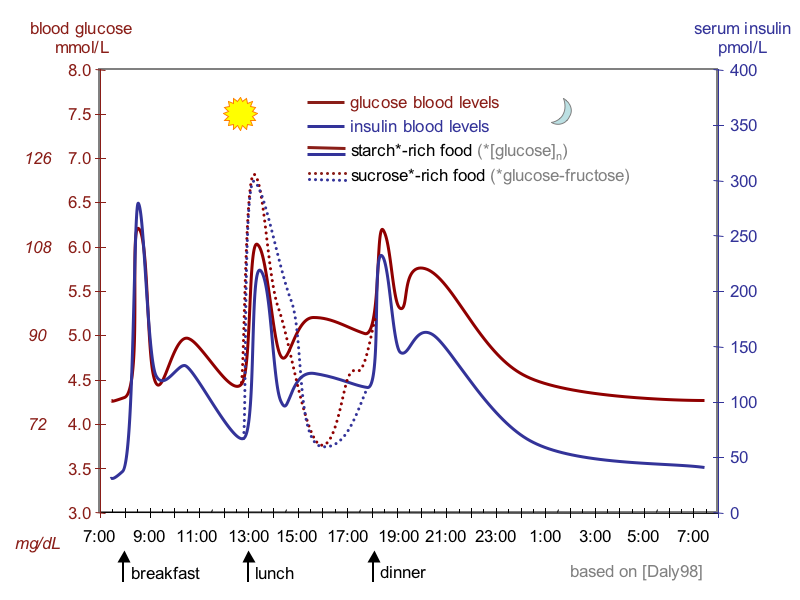
Grafik, die die Änderung des Blutzuckers während eines Tages mit drei Mahlzeiten darstellt.

Der glykämische Index (in Anlehnung an glykys gr. γλυκύς = süß und aima gr. αἷμα = Blut) ist ein Maß zur Bestimmung der Wirkung eines kohlenhydrathaltigen Lebensmittels auf den Blutzucker beim Menschen. Der Begriff glykämischer Index (GI) wurde von David J. Jenkins in Toronto geprägt (glycemic index). Je höher der Wert ist, desto mehr Glukose (Traubenzucker) gelangt innerhalb eines definierten Zeitraumes (2, 3 oder 4 Stunden) nach dem Verzehr einer definierten Menge des Lebensmittels ins Blut. Er ist nicht zu verwechseln mit dem Insulin-Index, der die Wirkung eines Nahrungskohlenhydrats auf die Insulin-Ausschüttung angibt.
Der glykämische Index wurde in den 1980er Jahren in die klinische Diabetologie von Professor Hellmut Otto (1925–2004) eingeführt. Er hatte festgestellt, dass etwa Weißbrot (das darin enthaltene Kohlenhydrat ist Stärke, ein Polysaccharid bestehend aus Glukosemolekülen) den Glukosegehalt des Blutes (Blutzucker) nach dem Verzehr stärker ansteigen lässt als Haushaltszucker (ein Disaccharid bestehend aus Glukose plus Fruktose). Dieser Unterschied ließ sich chemisch erklären. Otto hatte auch einen Unterschied in der Blutzuckerwirkung von Weißbrot gegenüber grobkörnigem (Vollkorn-)Schwarzbrot nachgewiesen, der durch den Verarbeitungsgrad des Getreides bedingt ist.
Es gibt verschiedene Diäten, die dem GI Bedeutung beimessen, zum Beispiel die Montignac-Methode, die Glyx-Diät und die Logi-Methode. Neuere Forschungsergebnisse bestätigen die Relevanz des GI bezüglich der Therapie des Diabetes, Herz-Kreislauferkrankungen und Übergewicht. Bezüglich der Gewichtsveränderung gab es mit Stand 2007 konträre Studien.

## Physiologische Grundlagen
Nahrungs-Kohlenhydrate bestehen aus Polysacchariden (Stärke=Amylose oder Amylopektin), Disacchariden (Malzzucker=Maltose, Milchzucker=Lactose, Rohrzucker, Haushaltszucker=Saccharose) oder Monosacchariden (Fruchtzucker=Fruktose, Traubenzucker=Glukose). Sie können nur in Form von Monomeren vom menschlichen Körper resorbiert und verstoffwechselt werden (also nur als die Einzelmoleküle Glukose, Fruktose oder Galactose). Di- und Polysaccharide müssen daher zuvor vom Verdauungstrakt enzymatisch aufgespalten werden. Dieser Vorgang findet in den ersten 80 cm des 4–5 m langen Dünndarms statt, wenn die Nahrung den Magen verlassen hat. Der zeitliche Verlauf hängt von der Eßgeschwindigkeit und der Verweildauer der Nahrung im Magen ab; dünnflüssige energiearme Nahrung verlässt den Magen schneller als feste, energiereiche. Die Effizienz der Kohlenhydratverdauung des menschlichen Magen-Darm-Traktes variiert zwischen Einzelpersonen beträchtlich – der Variationskoeffizient der Glukoseaufnahme aus dem Darm beträgt bei identischen Testmahlzeiten ca. 74 %. Bei ein und derselben Person variiert die Glukoseaufnahme aus identischen Mahlzeiten an verschiedenen Tagen dagegen wenig; der Variationskoeffizient beträgt nur ca. 26 %.
Nur die bei der enzymatischen Aufspaltung anfallende Glukose wirkt sich auf den Blutzucker, d. h. die Blutglukose-Konzentration, aus – nicht dagegen Fruktose oder Galactose. Folglich ist der Glykämische Index zum einen bedingt durch die Beschaffenheit der Nahrungskohlenhydrate (u. a. Anteil darin enthaltener Glukosemoleküle, Verarbeitungsgrad), zum anderen durch die Effizienz der Kohlenhydrat-Verdauung (Aufspaltung). Die daran beteiligten Enzyme – es sind Amylasen, Glucosidasen, Lactase und Sucrase-Isomaltase – können nur in der Zeit einwirken, in der der Speisebrei diesen oberen Dünndarmabschnitt (Zwölffingerdarm) passiert. Daher hängt insbesondere die Stärke-Verdauung vom Verarbeitungsgrad der Stärke ab: je höher dieser ist, desto besser (schneller) kann das Enzym Amylase (das von der Bauchspeicheldrüse in den Zwölffingerdarm abgegeben wird) Stärke in die Abbauprodukte Maltose, Maltotriose und Dextrine aufspalten. Deren weitere Zerlegung in Glukose-Einzelmoleküle erfolgt dann durch Glucosidasen und Sucrase-Isomaltase in der Dünndarmschleimhaut. Erhitzen, Kochen und Zerkleinern erhöhen den GI. Wenn Nudeln nur fünf Minuten gekocht werden, haben sie eine geringere Blutzuckerwirkung (GI: 37), als wenn sie 10–15 Minuten (GI: 44) oder sogar 20 Minuten (GI: 61) gekocht werden. Genaue Angaben zum GI eines kohlenhydrathaltigen Lebensmittels erfordern somit auch die Berücksichtigung des jeweiligen Verarbeitungsprozesses. Gekochte Kartoffeln haben einen hohen Glykämischen Index, noch höher ist er bei Kartoffelbrei und gebackenen oder frittierten Kartoffeln.
Die Stärke in unverarbeiteten rohen Kartoffeln ist für den Menschen unverdaulich und hat einen GI von Null. Auch unverarbeitete Getreidekörner können vom Menschen nicht verdaut werden (wohl aber vom Pferd und vom Huhn). Rohkost hat demzufolge den geringsten GI (und bewirkt die geringste glykämische Last).
Die Verdauung von Milchzucker hängt vom Vorhandensein des Enzyms Lactase in der Darmschleimhaut ab: bei Lactase-Mangel wird nur unzureichend Milchzucker gespalten und resorbiert, im Extremfall gar nicht (Laktose-Intoleranz) und der GI von Milchzucker ist Null. Das Monosaccharid Glukose in wässriger Lösung wird am besten vom menschlichen Verdauungstrakt aufgenommen und ist daher die bevorzugte Referenzsubstanz für den GI (der GI von Glukose ist 100).
Glukose, die aus der Nahrung in die Blutbahn gelangt, stimuliert unmittelbar die Insulinausschüttung aus der Bauchspeicheldrüse ins Blut. Insofern wirkt sich der GI eines Nahrungskohlenhydrats auch direkt auf die Insulinproduktion aus.

## Bestimmung

### Glykämischer Index (GI)
Der glykämische Index gibt in Zahlen die blutzuckersteigernde Wirkung der Kohlenhydrate eines Lebensmittels an; die blutzuckersteigernde Wirkung von Traubenzucker dient als Referenzwert (100). Dabei wird von einer Testperson so viel Traubenzuckerlösung getrunken bzw. so viel des zu testenden Lebensmittels gegessen, dass jeweils 50 g Kohlenhydrate (oder 25 g, je nach Autor) in der verzehrten Portion enthalten sind.
Im Bild ist die Veränderung des Blutzuckers als schwarze Linie dargestellt (hier eine Vereinfachung!). Der glykämische Index wird über den Quotienten der Flächen (mathematisch: der Integrale) unter der Linie der Blutzuckerwerte während der ersten Zeit nach Mahlzeitenverzehr definiert (2, 3 oder 4 Stunden je nach Belieben der Wissenschaftler; die Messmethodik ist nicht standardisiert).
Ein GI von 50 sagt aus, dass der über die Zeit integrierte Blutzucker des bewerteten Lebensmittels nur die Hälfte des Blutzuckers durch Traubenzucker ausmacht, hier also die gelbe Fläche halb so groß ist wie die rote Fläche.
Bei Menschen ohne normale Insulinausschüttung nach Kohlenhydrat-Verzehr – bei Menschen mit Diabetes mellitus also – ist der Blutzuckeranstieg nach dem Essen vorwiegend auf das verzehrte Lebensmittel zurückzuführen und beträgt pro 10 g Glukose maximal ca. 30 mg/dl. Die Blutzuckerwirkung wird bei Gesunden von der physiologischen Insulinausschüttung nach Kohlenhydrat-Verzehr im engen Blutzucker-Normalbereich (60–140 mg/dl) gehalten; bei ihnen hängt der Blutzuckeranstieg, der deutlich kleiner ist als 30 mg/dl pro 10 g verzehrter Glukose,  stark von der Insulinwirkung ab (die ihrerseits von der individuellen Muskelmasse und vom Trainingszustand bestimmt wird). Untersuchungen des GI von Lebensmitteln an Gesunden sind daher wenig aussagekräftig; gesunde Menschen mit normaler Insulinausschüttung nach Kohlenhydrat-Verzehr sind daher als Testpersonen für die Bestimmung des GI eher ungeeignet.
Zu beachten ist, dass der GI den Vergleich der Blutzuckerwirksamkeit gleicher Kohlenhydrat-Mengen in verschiedenen Lebensmitteln ermöglicht. Die Blutzuckerwirkung gleicher Lebensmittel-Mengen mit verschiedenem Kohlenhydratgehalt bezeichnet man als Glykämische Last.

### Glykämische Last (GL)
Im Unterschied zum GI berücksichtigt die so genannte Glykämische Last (GL) auch die Kohlenhydratdichte des einzelnen Lebensmittels. So haben beispielsweise gekochte Möhren und Baguette zwar ungefähr den gleichen glykämischen Index (≈70), die Kohlenhydratdichte bei den Möhren liegt allerdings mit 7,1 g pro 100 g Lebensmittel deutlich unter der des Baguettes mit 51,0 g pro 100 g. Die glykämische Last ist im Vergleich bei den Möhren deutlich geringer als beim Baguette: 100 g verzehrte gekochte Möhren bewirken nur etwa 1/7 des Blutzuckeranstiegs im Vergleich zu 100 g Baguettebrot, obwohl der gleiche glykämische Index besteht. Rohe Möhren haben einen GI von ca. 32; um auf die Blutzuckerwirkung von 100 g Baguettebrot zu kommen, müssten also ca. 1,5 kg rohe Möhren auf einmal konsumiert werden.

## Allgemeine gesundheitliche Bedeutung
Eine Studie mit über 130.000 Teilnehmern, die D.J.Jenkins und Mitarbeiter 2021 veröffentlichten, kam zu dem Ergebnis, dass eine Ernährung mit einem hohen Glykämischen Index mit vermehrten Herz-Kreislauf-Erkrankungen und erhöhter Mortalität assoziiert war.
Im Allgemeinen wird der GI wie folgt eingeteilt:
- Hoch ist ein GI-Wert größer als 70
- Mittel ist ein GI-Wert zwischen 50 und 70
- Niedrig ist ein GI-Wert kleiner als 50.

Diese Einteilung wird bei der Glyx-Diät und Logi-Methode angewendet.
Eine andere Einteilung nimmt die Montignac-Methode vor. Dabei werden Lebensmittel mit einem GI-Wert größer als 50 als schlecht, zwischen 35 und 50 als gut und kleiner als 35 als sehr gut erachtet.

### Bedeutung des GI für Sportler
Laut der Deutschen Gesellschaft für Ernährung sind Kohlenhydrate mit niedrigem GI vor längerem Ausdauersport empfehlenswert; ob dadurch die Ausdauerleistung steigt, ist jedoch unklar. Während intensiver körperlicher Anstrengung von mehr als 60 min ist der sofortige Ersatz der verbrauchten Energie durch Kohlenhydrate mit hohem GI (z. B. 30–60 g Glukoselösung pro Stunde) sinnvoll. Nach intensiver körperlicher Anstrengung sind Kohlenhydrate mit hohem GI angezeigt, um die geleerten Energiespeicher schnell wieder aufzufüllen.

### Bedeutung des GI für Übergewichtige
Lebensmittel mit einem hohen GI erhöhen den Blutzuckerspiegel rasch und intensiv, was dann zu einer starken Ausschüttung von Insulin führt. Das wiederum führt zu einer Steigerung der Aufnahme von Glukose in Muskel- und Fettzellen und regt auch die Fettspeicherung und die Kohlenhydratspeicherung in Form von Glykogen an.
Im Allgemeinen wird davon ausgegangen, dass die Stimulation der Insulinausschüttung durch Lebensmittel mit hohem GI zu Veränderungen im Verdauungsprozess einschließlich eines Hungergefühls und dadurch zur erneuten Nahrungsaufnahme führt. Die Umstellung auf Nahrungsmittel mit geringerem GI und Glykämischer Last (GL) scheint bei Übergewichtigen eine wirkungsvolle therapeutische Maßnahme darzustellen. Es wird neben der Auswirkung auf das Übergewicht vor allem auf den direkten Zusammenhang des GI mit Typ-2 Diabetes mellitus (Altersdiabetes) und Herz-Kreislauferkrankungen, gerade bei Kindern und Jugendlichen, hingewiesen.
Die Deutsche Gesellschaft für Ernährung zitiert in einer Stellungnahme mehrere Studien, die teilweise eine Erhöhung des Risikos zur Entwicklung einer Adipositas in Abhängigkeit vom Glykämischen Index nahelegen. Dies trifft auf Frauen eher zu als auf Männer. Auch ein gewisser Einfluss auf verschiedene Zivilisationskrankheiten wie koronare Herzerkrankungen und die Entstehung von Krebs wird vermutet.
Einige Studien kamen zum Ergebnis, dass für den Abbau von Fettgewebe weniger der Insulinspiegel als die negative Energiebilanz bei der Nahrungsaufnahme ausschlaggebend ist.
Die Verbraucherzentrale Nordrhein-Westfalen schrieb 2004 dazu: „Es ist wissenschaftlich nicht begründbar, das Konzept des GI umzusetzen und beispielsweise vom Verzehr von Kartoffeln und (Vollkorn-) Getreideprodukten mit hohem GI bzw. hoher GL abzuraten. Der Einfluss auf den Abbau von Übergewicht ist umstritten und bislang kaum systematisch untersucht worden.“
Im Rahmen einer Interventionsstudie des paneuropäischen DIOGENES (Diet, Obesity and Genes) Projekts wurde 2008 gezeigt, dass eine Diät mit niedrigem glykämischem Index keinen Vorteil hinsichtlich einer (Wieder-)Zunahme des Körpergewichts bringt.
Ein Cochrane-Review von 2023 sieht keine Vorteile bei der Gewichtsreduktion gegenüber anderen Diätformen.

### Bedeutung des GI für Menschen mit Diabetes mellitus
- Bei Menschen mit Diabetes mellitus Typ-1 oder Typ-2 ist der Blutzuckeranstieg nach einer Mahlzeit mit hohem GI höher als nach einer Mahlzeit mit niedrigem GI; das gilt insbesondere für das Frühstück und das Abendbrot.[27]
- Menschen mit Typ-1 Diabetes mellitus und Mahlzeiten-angepasster Insulinzufuhr verzehren spontan ca. 20 % weniger Kohlenhydrate pro Mahlzeit, und benötigen ca. 20 % weniger Insulin zur Blutzuckerregulation pro Kohlenhydratportion, bei niedrigem (GI=32) als bei hohem GI (GI=69).[28][29]
- Bei Hypoglykämie (Unterzuckerung), einer Nebenwirkung der Behandlung mit Insulin bzw. Medikamenten vom Glibenclamid-Typ ist die rasche Anhebung des Blutzuckers in den Normalbereich dringend erforderlich: wenn die betroffene Person noch fähig ist zu schlucken, sollten Kohlenhydrate mit hohem GI und schneller Blutzuckerwirksamkeit verzehrt werden, am besten ca. 20 g Kohlenhydrat als Flüssigkeit (z. B. Malzbier, Glukoselösung, zuckerhaltiges Cola-Getränk, Orangensaft). Dadurch steigt der Blutzucker innerhalb von 10 min von ca. 40 mg/dl auf ca. 60 mg/dll an.  Auch das Kauen von 3 Traubenzucker-Plättchen (10 g) lässt den Blutzucker rasch ansteigen. Weißbrot  oder Schokolade sind ebenfalls wirksam, allerdings etwas langsamer.[30]

- Obschon die Wahl des GI bei der alltäglichen, praktischen Diabetes-Behandlung also eine gewisse Bedeutung hat – eine Bedeutung für den HbA1c-Wert oder das Körpergewicht ergab sich in Kurzzeit-Studien von 6–12 Wochen Dauer nicht.[31]

#### Einflussfaktoren auf die Kohlenhydratverdauung
- Der Blutzuckeranstieg nach dem Essen hängt stark davon ab, welche Lebensmittel bei einer Mahlzeit zusammen verzehrt werden. Der Verlauf des Blutzuckerspiegels hängt weniger von der Summe der GI-Werte der gemeinsam konsumierten Lebensmittel ab, als vielmehr von einer Vielzahl von enthaltenen Inhaltsstoffen und deren Wechselwirkungen.[13]
- Das gleiche Lebensmittel verursacht bei verschiedenen Personen nicht den gleichen Anstieg des Blutzuckerspiegels (inter–individueller Variationskoeffizient ca. 74 %), bei ein und derselben Person ist die Variabilität der Blutzuckerwirkung des gleichen Lebensmittels von Tag zu Tag deutlich geringer (intra–individueller Variationskoeffizient ca. 26 %), siehe oben.
- Fette verzögern die Magenentleerung und dämpfen somit die glykämische Antwort, da die Kohlenhydrate erst später den Dünndarm erreichen, wo sie resorbiert werden.[13]
- Die Reihenfolge des Verzehrs während einer Mahlzeit hat einen deutlichen Effekt auf die glykämische Antwort. In Studien wurde ein niedrigerer Anstieg des Blutzuckerspiegels nach Kohlenhydratverzehr festgestellt, wenn unmittelbar (weniger als 10 min) vorher Gemüse und Proteine konsumiert wurden als bei umgekehrter Reihenfolge.[32][33][34] In einigen dieser Studien wurde zugleich ein geringerer Anstieg des Insulinspiegels beobachtet.
- Bei Mangel an Amylase aufgrund chronischer Pankreatitis kommt es zu Durchfällen infolge gestörter Stärke-Verdauung.

#### Sonstiges
In den USA sind teilweise GI-Tabellen in Verwendung, die den GI in Verhältnis zu Weißbrot mit definiertem GI-Wert von 100 setzen; deren Werte lassen sich mit dem Faktor 0,7 in die auf Glucose als Referenz basierenden umrechnen.